# Ludmila Slavíková-Kaplanová
Ludmila Slavíková-Kaplanová (23. února 1890 Praha – 18. února 1943 Osvětim Polsko) byla česká mineraložka, pedagožka, spisovatelka a překladatelka.

## Životopis
Rodiče Ludmily byli Viktorin Kaplan (1844–1910) a Bohumila Kaplanová-Holoubková (1857–1925). Měla tři sourozence: Viktorina Kaplana (1879–1945), Bohumila Kaplana (1880–1950) a Jindřišku Staňkovou-Kaplanovou (15. 7. 1884) středoškolskou profesorku..
Ludmila Slavíková-Kaplanová vystudovala gymnázium Minerva v Praze a v letech 1911–1914 Filosofickou fakultu Univerzity Karlovy (rigorózní zkouška z mineralogie a filosofie). Po studiu vyučovala na dívčích reálných gymnáziích přírodopis, matematiku a fyziku. Roku 1917 se provdala za Františka Slavika a stala se jeho spolupracovnicí. V letech 1921–1939 pracovala v Národním muzeu, kde spravovala mineralogické sbírky. Byla autorkou několika odborných textů a učebnice z mineralogie. Pracovala na mineralogickém názvosloví Příručního slovníku jazyka českého. Začátkem února 1943 byla zatčena za odbojovou činnost a poslána do Osvětimi. V Praze XII přebývala na adrese Na Kleovce 2146.

## Dílo

### Spisy
- Příspěvek k morfologii českých pyrargyritů – Praha: nákladem České akademie císaře Františka Josefa pro vědy, slovesnost a umění, 1912
- Krystalografie betainu a některých jeho sloučenin – Praha: nákladem České akademie císaře Františka Josefa pro vědy, slovesnost a umění, 1914
- Studie o železných rudách českého spodního siluru – Ludmila Slavíková a František Slavík. Praha: Mineralogický ústav České university, 1917
- Kapitoly o nerostech – Praha: Melantrich, 1923
- Úvod do krystalografie – předmluvu napsal František Slavík. Praha: Sfinx, Bohumil Janda, 1927
- Druhý kus bohumilického meteorického železa v Národním museu – Praha: s. n., 1933
- Mineralogie pro pátou třídu reálek a pro šestou třídu gymnasií, reálných a reformních reálných gymnasií – Praha: nákladem profesorského nakladatelství a knihkupectví, 1934
- Mineralogie pro pátou třídu středních škol – Praha: nákladem profesorského nakladatelství a knihkupectví, 1947

### Překlad
- Dobytí říše nerostné – Louis de Launay; z francouzštiny, se svolením spisovatelovým. Praha: Prometheus, 1926